# Hendrik Six
Jhr. mr. Hendrik Six, heer van Hillegom (1790-1847), was een Nederlands kunstverzamelaar en botanicus. Hij was lid van het Amsterdamse geslacht Six. Zijn zoon was de numismaticus Jan Pieter Six (1824-1899).
Hij trouwde in 1822 met Lucretia Johanna van Winter (1785-1845) die met haar man een liefde voor kunst deelde.
- Biografisch Portaal: 33801731
- Digitale Bibliotheek voor de Nederlandse Letteren: six_013
- International Standard Name Identifier: 0000 0003 8807 1294
- Nederlandse Thesaurus van Auteursnamen: 070521506
- RKD-Nederlands Instituut voor Kunstgeschiedenis: 438032
- Virtual International Authority File: 281142240
- WorldCat: E39PBJtH7xqg7yDvh86my3j3cP